# Santo Agostinho (Moura)
A Freguesia de Santo Agostinho é uma antiga freguesia portuguesa do município de Moura, com 121,24 km² de área e 4 344 habitantes (2011). A sua densidade populacional era 35,8 hab/km².

Foi extinta (agregada) pela reorganização administrativa de 2012/2013, sendo o seu território integrado na União de Freguesias de Moura (Santo Agostinho e São João Baptista) e Santo Amador.

## População
| População da freguesia de Moura (Santo Agostinho) (1864 – 2011) | População da freguesia de Moura (Santo Agostinho) (1864 – 2011) | População da freguesia de Moura (Santo Agostinho) (1864 – 2011) | População da freguesia de Moura (Santo Agostinho) (1864 – 2011) | População da freguesia de Moura (Santo Agostinho) (1864 – 2011) | População da freguesia de Moura (Santo Agostinho) (1864 – 2011) | População da freguesia de Moura (Santo Agostinho) (1864 – 2011) | População da freguesia de Moura (Santo Agostinho) (1864 – 2011) | População da freguesia de Moura (Santo Agostinho) (1864 – 2011) | População da freguesia de Moura (Santo Agostinho) (1864 – 2011) | População da freguesia de Moura (Santo Agostinho) (1864 – 2011) | População da freguesia de Moura (Santo Agostinho) (1864 – 2011) | População da freguesia de Moura (Santo Agostinho) (1864 – 2011) | População da freguesia de Moura (Santo Agostinho) (1864 – 2011) | População da freguesia de Moura (Santo Agostinho) (1864 – 2011) |
| --------------------------------------------------------------- | --------------------------------------------------------------- | --------------------------------------------------------------- | --------------------------------------------------------------- | --------------------------------------------------------------- | --------------------------------------------------------------- | --------------------------------------------------------------- | --------------------------------------------------------------- | --------------------------------------------------------------- | --------------------------------------------------------------- | --------------------------------------------------------------- | --------------------------------------------------------------- | --------------------------------------------------------------- | --------------------------------------------------------------- | --------------------------------------------------------------- |
| 1864                                                            | 1878                                                            | 1890                                                            | 1900                                                            | 1911                                                            | 1920                                                            | 1930                                                            | 1940                                                            | 1950                                                            | 1960                                                            | 1970                                                            | 1981                                                            | 1991                                                            | 2001                                                            | 2011                                                            |
| 2 353                                                           | 2 331                                                           | 1 948                                                           | 2 573                                                           | 2 744                                                           | 2 881                                                           | 2 970                                                           | 4 314                                                           | 5 638                                                           | 5 980                                                           | 4 611                                                           | 4 194                                                           | 3 997                                                           | 4 475                                                           | 4 344                                                           |

Nos censos de 1878 a 1930 figura com a designção de Moura e Montalvo (Santo Agostinho). Pelo decreto lei nº 27.424, de 31/12/1936 passou a ter a actual designação

## Património
- Igreja de São Francisco e Convento de São Francisco
- Edifíco dos Quartéis de Moura
- Igreja de São Pedro ou Museu Municipal de Arte Sacra de Moura
- Atalaia Magra ou Atalaia da Cabeça Magra
- Lagar de Varas de Fojo